# Simon Carr
Simon Carr (Hereford, Reino Unido, 29 de agosto de 1998) é um ciclista profissional britânico que compete com a equipa EF Education-NIPPO.

## Trajectória
Residente na França e formado no ciclismo francês, chegando a adquirir a nacionalidade do país em novembro de 2020, em dezembro de 2019 fez-se oficial o seu salto ao profissionalismo em agosto do ano seguinte com a equipa NIPPO DELKO One Provence, tendo já competido com eles no último trecho da temporada como stagiaire. Em seus primeiros meses como profissional conseguiu ser o melhor jovem na Volta a Portugal e obteve seu primeiro triunfo ao se impor na Clássica de Ordizia, resultados que lhe valeram chegar ao UCI WorldTour em 2021 com o EF Education-NIPPO.

## Palmarés
- 2020
- Clássica de Ordizia

## Resultados em Grandes Voltas
| Corrida | Corrida         | 2020 | 2021 |
| ------- | --------------- | ---- | ---- |
|         | Giro d'Italia   | —    | 66.º |
|         | Tour de France  | —    | —    |
|         | Volta a Espanha | —    | —    |

—: não participa
Ab.: abandono

## Equipas
- Delko Marseille Provence (stagiaire) (08.2019-12.2019)
- NIPPO DELKO One Provence (08.2020-12.2020)
- EF Education-NIPPO (2021-)